# Праутиц

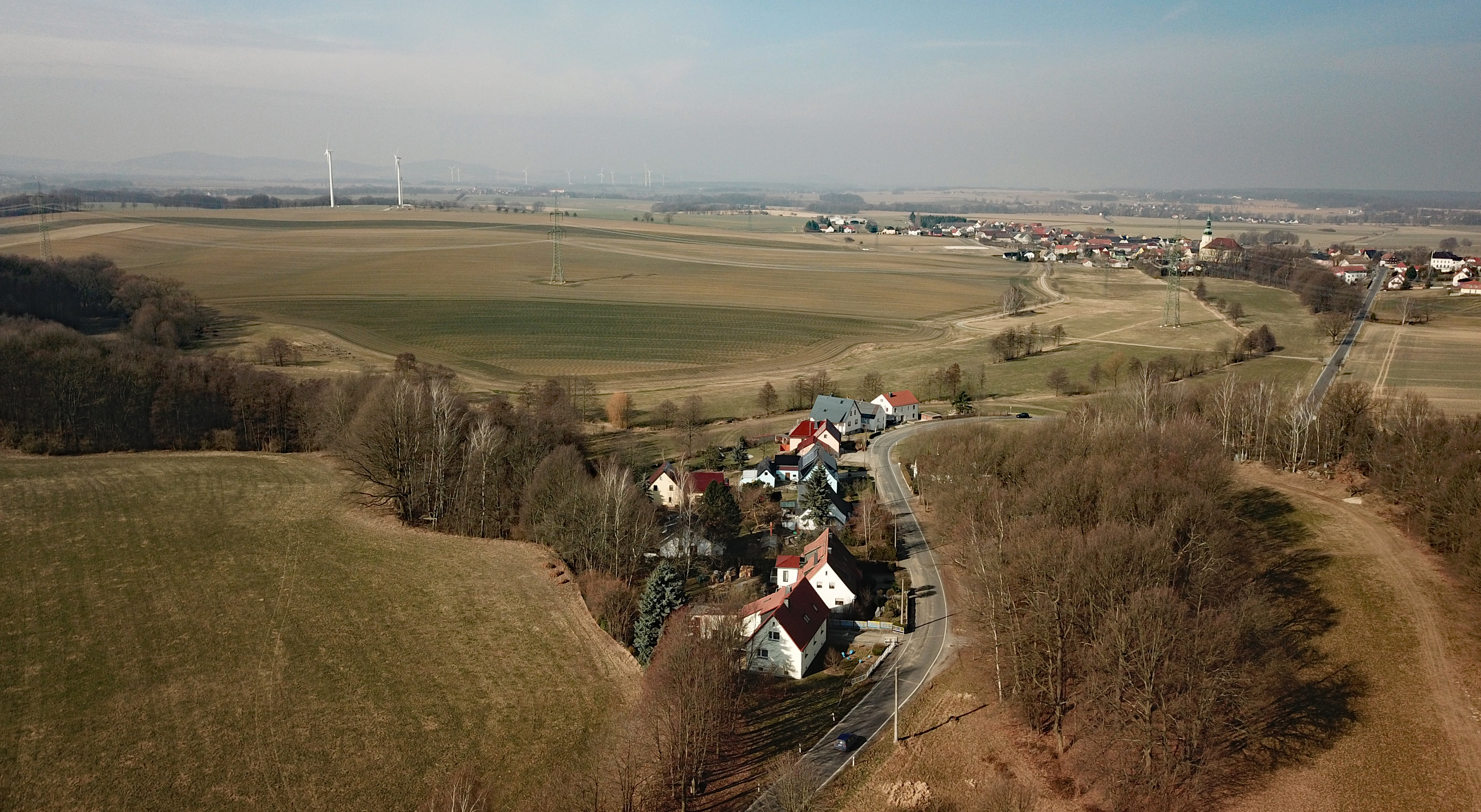

Пра́утиц или Пра́вочицы (нем. Prautitz; в.-луж. Prawoćicyо файле) — деревня в Верхней Лужице, Германия. Входит в состав коммуны Кроствиц района Баутцен в земле Саксония. Подчиняется административному округу Дрезден.

## География
Находится на правом берегу реки Саткула (Клайнхенхенер-Вассер) примерно в одном километре юго-восточнее от административного центра коммуны деревни Кроствиц. На северо-западе от деревни проходит автомобильная дорога К 9230.
Соседние населённые пункты: на северо-востоке — деревня Лусч коммуны Пушвиц, на юго-востоке — деревня Нукница, на юго-западе — деревня Копшин и на северо-западе — административный центр коммуны деревня Кроствиц.

## История
Впервые упоминается в 1225 году под наименованием Petrus de Pratiz.
С 1974 года входит в состав современной коммуны Кроствиц.
В настоящее время деревня входит в состав культурно-территориальной автономии «Лужицкая поселенческая область», на территории которой действуют законодательные акты земель Саксонии и Бранденбурга, содействующие сохранению лужицких языков и культуры лужичан.
Исторические немецкие наименования.
- Petrus de Pratiz, 1225
- Prautitz, 1248
- Prauticz, 1377
- Brauttitz, 1537
- Prauschwitz, 1559
- Prawetiz, 1565
- Breutitz, 1777
- Prautitz, 1791

Исторические серболужицкие наименования
- Prawotiz, 1703
- Brawozinzy, 1800
- Prawoćicy, 1866

## Население
Официальным языком в населённом пункте, помимо немецкого, является также верхнелужицкий язык.
Согласно статистическому сочинению «Dodawki k statisticy a etnografiji łužickich Serbow» Арношта Муки в 1884 году в деревне проживало 62 человека (из них — 62 серболужичанина (100 %)).
| 1834 | 1871 | 1890 | 1925 | 1939 | 1946 | 1950 | 2005 | 2010 | 2015 | 2018 |
| ---- | ---- | ---- | ---- | ---- | ---- | ---- | ---- | ---- | ---- | ---- |
| 40   | 53   | 74   | 62   | 41   | 69   | 64   | 92   | 74   | 85   | 106  |

Демографические и статистические сведения